# Heliconius bella
Heliconius bella är en fjärilsart som beskrevs av Riffarth 1907. Heliconius bella ingår i släktet Heliconius och familjen praktfjärilar. Inga underarter finns listade i Catalogue of Life.